# Neoclytus horridus
Neoclytus horridus är en skalbaggsart som beskrevs av Leconte 1862. Neoclytus horridus ingår i släktet Neoclytus och familjen långhorningar. Inga underarter finns listade i Catalogue of Life.